# Westwick (Norfolk)
Pour les articles homonymes, voir Westwick.
Westwick est un village et une paroisse civile du Norfolk, en Angleterre.